# Селивёрстов, Николай Иванович (военный)
Николай Иванович Селивёрстов (06.12.1898, с. Борисовка, Козловский уезд, Тамбовская губерния — 30.07.1943, погиб на Южном фронте) — советский военачальник, генерал-майор (28 апреля 1943 года).

## Биография

### Начальная биография
Родился 6 декабря 1898 года, в селе Борисовка Козловского уезда Тамбовской губернии. Русский. В РККА с октября 1918 года. Окончил курсы красных командиров 12-й армии в городе Глухов (1920), 14-ю Полтавскую пехотную школу комсостава (1925), курсы «Выстрел» (1940).
Жил в Борисоглебске и работал продавцом в бакалейно-гастрономическом магазине купца Ильичёва, а с октября 1916 года — помощником жаровщика на маслобойном заводе Попова. До службы в армии работал в Москве на кондитерской фабрике «Эйнем», с февраля 1918 года — на складе «Проводник».

### Военная служба
В РККА с 1 октября 1918 года. Окончил курсы красных командиров 12-й армии в г. Глухов (1920), 14-ю Полтавскую пехотную школу комсостава (1925), курсы «Выстрел» (1940).

### В Гражданскую войну
В Гражданскую войну в конце октября 1918 г. он был призван в РККА и зачислен в 18-й стрелковый полк в г. Козлов. В середине 1919 г. заболел тифом. По выздоровлении зачислен в распоряжение 12-й армии в г. Киев, а оттуда в декабре направлен на курсы красных командиром в г. Нежин. В период отступления Красной армии из-под Варшавы в составе курсов участвовал в закрытии прорыва в районе Житомира.

### Межвоенный период
В конце ноября 1920 г. курсы были переведены в город Глухов. В декабре Н. И. Селивёрстов окончил их и был назначен командиром взвода 58-х пехотных курсов в г. Александровск. После их расформирования в октябре 1922 г. направлен на учёбу в 14-ю Полтавскую пехотную школу комсостава. В августе 1925 года окончил её и был назначен в 130-й Богунский стрелковый полк 44-й стрелковой дивизии в г. Житомир, где проходил службу командиром стрелкового взвода и взвода полковой школы, командиром роты.
В июле 1932 года переведён в 151-й стрелковый полк 51-й Перекопской стрелковой дивизии в г. Одесса, где занимал должности начальника полковой школы и командира батальона. С июня 1933 г. командовал батальоном в 153-м стрелковом полку 45-й стрелковой дивизии в г. Новоград-Волынский. В феврале 1935 года вновь переведён в 151-й стрелковый полк, где был командиром батальона и пом. командира полка по хозяйственной части.
В октябре 1938 г. майор Н. И. Селивёрстов назначен начальником военно-хозяйственного снабжения 97-й стрелковой дивизии (Киевский особый военный округ) в г. Жмеринка. В её составе принимал участие в походе Красной армии в Западную Украину. С декабря 1939 по 31 мая 1940 года проходил обучение на курсах «Выстрел». 2 сентября 1940 года был назначен командиром 371-го стрелкового полка 130-й стрелковой дивизии.

### Великая Отечественная война
С началом Великой Отечественной войны полк в составе 130-й стрелковой дивизии 55-го стрелкового корпуса участвовал в приграничном сражении на Юго-Западном фронте. С конца июня 1941 года дивизия вела боевые действия в составе 18-й армии Южного фронта в междуречье Прута и Днепра в районе Умани, участвуя в Уманской оборонительной операции. Находясь в непрерывных боях, подполковник Н. И. Селиверстов "…показывал личным примером образец мужества, смелости и отваги ", за что командованием 18-й армии и Южного фронта был выдвинут на должность командира дивизии.
С 16 сентября 1941 года он формировал в СКВО 347-ю стрелковую дивизию. В конце октября она вошла в состав 56-й армии Южного фронта и участвовала в Ростовских оборонительной и наступательной операциях. В ходе напряжённых оборонительных боёв на северной и северо-восточной окраинах г. Ростова-на-Дону 19 и 20 ноября её части успешно отражали упорные атаки противника, уничтожив 30 танков и до трёх батальонов пехоты. Лишь по приказу командования 21 ноября организованно, сохраняя боевые порядки и материальную часть, он отвёл дивизию на левый берег р. Дон.
В ходе наступательной операции по освобождению города Ростов-на-Дону с 27 на 28 ноября дивизия, наступавшая на второстепенном направлении, первой ворвалась в город. Полковник Н. И. Селивёрстов лично руководил передовым 1175-м стрелковым полком при захвате Нахичевани. Ввиду обозначившегося успеха, командование армии перенесло главный удар в полосу наступления дивизии. Эти решительные действия дивизии способствовали успеху всей операции. В дальнейшем её части до 3 декабря наступали на таганрогском направлении, затем перешли к обороне по р. Самбек. В течение зимы 1941/42 г. дивизия находилась на этом рубеже, за 4 месяца активной обороны её частями было уничтожено до 5000 немецких солдат и офицеров.
С 12 апреля 1942 года дивизия находилась в резерве Южного фронта. С 17 июля она вновь вошла в 56-ю армию и участвовала в Донбасской оборонительной операции, в боях против частей танковой группы Клейста, наступавшей на Ростов и Новочеркасск. С 29 июля дивизия вошла в 37-ю армию Северо-Кавказского фронта. Однако к этому времени противник форсировал р. Дон в нескольких местах и зашёл далеко в тыл наших войск, в результате дивизия оказалась в окружении. Получив по радио от штаба 37-й армии приказ о прорыве, полковник Н. И. Селивёрстов сумел прорвать кольцо окружения в районе ст. Трубецкая и далее пробивался к своим войскам.
В середине августа дивизия вышла из окружения и сосредоточилась в районе г. Грозный. 11 сентября приказом командующего Северной группой войск Закавказского фронта полковник Н. И. Селивёрстов был отстранён от командования с преданием суду военного трибунала.
С 8 октября 1942 года, в связи с прекращением дела, он был восстановлен в должности командира 347-й стрелковой дивизии. В составе 9-й, а затем 58-й и 44-й армий Закавказского и Северо-Кавказского фронтов участвовал с ней в битве за Кавказ, в Северо-Кавказской и Ростовской наступательных операциях.
С 28 апреля 1943 года генерал-майор Н. И. Селивёрстов принял командование 33-й гвардейской стрелковой дивизией, находившейся в это время в резерве 2-й гвардейской армии. С 17 июля она в составе армии участвовала в Миусской наступательной операции. 30 июля при налёте вражеской авиации генерал-майор Н. И. Селивёрстов был смертельно ранен и вскоре умер. Похоронен в городе Ростов-на-Дону.

## Семья
- Жена, трое детей[7].

## Награды
- два ордена Красного Знамени
- Медали.